# 1832年7月27日日食
1832年7月27日日食为一次在协调世界时1832年7月27日出現的日全食。該次日食食分為1.0776，食甚維持6分46秒。

## 概述
這次日食的食分是1.0776，全食維持6分46秒。

## 基本參數
- 類型：日全食
- 食甚資料：
  - 日期：1832年7月27日
  - 時間：14時1分6秒
  - 地點：25N 28W
  - 食分：1.0776
  - 日全食持續時間：6分46秒

## 外部連結
- NASA日食專頁（页面存档备份，存于）（英文）